# Струя (присілок)
Струя (рос. Струя) — присілок Гагарінського району Смоленської області Росії. Входить до складу Покровського сільського поселення. Населення — 2 особи.